# Birmingham City Football Club
Pour les articles homonymes, voir Blues (homonymie).
Pour l'équipe féminine, voir Birmingham City Women Football Club.
Maillots
Actualités
Le Birmingham City Football Club (surnommé Blues) est un club anglais de football fondé en 1875.

## Histoire
Le club est fondé en 1875 sous le nom de « Small Heath Alliance », rebaptisé simplement « Small Heath » en 1888. Les Blues adoptent un statut professionnel en 1875 et rejoignent la League en 1892 (deuxième division). Le club est rebaptisé « Birmingham FC » en 1905, puis « Birmingham City FC » après la Seconde Guerre mondiale, en 1945.
Le club retrouve l'élite à plusieurs reprises entre 2002 et 2011. Avant cette date, les Blues avaient déjà atteint le plus haut niveau du championnat anglais entre 1896 et 1901, en 1901-1902, de 1903 à 1908, de 1921 à 1939, de 1948 à 1950, de 1955 à 1965, de 1972 à 1979, de 1980 à 1984 puis en 1985-86. À l'opposé, le club évoluait en troisième division entre 1989 et 1992 et en 1994-1995 .
Le 11 février 1939, 66 844 spectateurs assistent à la réception d'Everton, ce qui constitue le record d'affluence du club.
Birmingham nourrit une forte rivalité avec Aston Villa (Second City derby) et, à un degré moindre, avec West Bromwich Albion et Wolverhampton Wanderers.
A l'issue de la saison 2023-2024, le club est relégué en troisième division après avoir terminé 22e de Championship. Le club retrouve ainsi le troisième échelon du football anglais après s'être maintenu pendant 29 ans aux niveaux supérieurs.
A l'issue de la saison 2024-2025, le club est promu en deuxième division .

## Palmarès et records
| Compétitions nationales | Compétitions internationales                                                                                    |
| - Championnat d'Angleterre de deuxième division (4) : - Champion : 1893, 1921, 1948, 1955 - Championnat d'Angleterre de troisième division (2) : - Champion : 1995, 2025 - Finaliste : 1992 - Coupe d'Angleterre (0) : - Finaliste : 1931, 1956 - Coupe de la Ligue (2) : - Vainqueur : 1963, 2011 - Finaliste : 2001 - Football League Trophy (2) : - Vainqueur : 1991, 1995 | - Coupe des villes de foires (0) : - Finaliste : 1960, 1961 - Ligue Europa (0) : - Phase de groupes : 2011-2012 |

## Joueurs et personnalités du club

### Entraîneurs
Le tableau suivant présente la liste des entraîneurs du club depuis 1892.
| Rang | Nom                         | Période               |
| ---- | --------------------------- | --------------------- |
| 1    | Alfred Jones                | juil. 1892-juin 1908  |
| 2    | Alec Watson                 | juil. 1908-juin 1910  |
| 3    | Bob McRoberts               | juil. 1910-mai 1915   |
| 4    | Frank Richards              | mai 1915-mai 1923     |
| 5    | Billy Beer                  | mai 1923-mars 1927    |
| 6    | Bill Harvey                 | mars 1927-mai 1928    |
| 7    | Leslie Knighton             | août 1928-mai 1933    |
| 8    | George Liddell              | juil. 1933-sept. 1939 |
| 9    | Bill Camkin                 | sept. 1939-nov. 1944  |
| 10   | Ted Goodier (intérim)       | nov. 1944-mai 1945    |
| 11   | Harry Storer                | juin 1945-nov. 1948   |
| 12   | Walter Taylor (intérim)     | nov. 1948-janv. 1949  |
| 13   | Bob Brocklebank             | janv. 1949-oct. 1954  |
| 14   | Arthur Turner               | nov. 1954-févr. 1958  |
| 15   | Arthur Turner & Pat Beasley | févr. 1958-sept. 1958 |
| 16   | Pat Beasley                 | sept. 1958-mai 1960   |

| Rang | Nom                                    | Période               |
| ---- | -------------------------------------- | --------------------- |
| 17   | Gil Merrick                            | mai 1960-avr. 1964    |
| 18   | Joe Mallett                            | juil. 1964-déc. 1965  |
| 19   | Stan Cullis                            | déc. 1965-mars 1970   |
| 20   | Don Dorman & Bill Shorthouse (intérim) | mars 1970-mai 1970    |
| 21   | Freddie Goodwin                        | mai 1970-sept. 1975   |
| 22   | Willie Bell                            | sept. 1975-sept. 1977 |
| 23   | Alf Ramsey                             | sept. 1977-mars 1978  |
| 24   | Jim Smith                              | mars 1978-févr. 1982  |
| 25   | Norman Bodell (intérim)                | févr. 1982            |
| 26   | Ron Saunders                           | févr. 1982-janv. 1986 |
| 27   | Keith Leonard (intérim)                | janv. 1986            |
| 28   | John Bond                              | janv. 1986-mai 1987   |
| 29   | Garry Pendrey                          | mai 1987-avr. 1989    |
| 30   | Dave Mackay                            | avr. 1989-janv. 1991  |
| 31   | Bill Coldwell (intérim)                | janv. 1991-févr. 1991 |
| 32   | Lou Macari                             | févr. 1991-juin 1991  |

| Rang | Nom                                        | Période                |
| ---- | ------------------------------------------ | ---------------------- |
| 33   | Terry Cooper                               | août 1991-nov. 1993    |
| 34   | Kevan Broadhurst & Trevor Morgan (intérim) | nov. 1993-déc. 1993    |
| 35   | Barry Fry                                  | déc. 1993-mai 1996     |
| 36   | Trevor Francis                             | mai 1996-oct. 2001     |
| 37   | Mick Mills & Jim Barron (intérim)          | oct. 2001-déc. 2001    |
| 38   | Steve Bruce                                | déc. 2001-nov. 2007    |
| 39   | Eric Black (intérim)                       | nov. 2007              |
| 40   | Alex McLeish                               | nov. 2007-juin 2011    |
| 41   | Chris Hughton                              | juin 2011-juin 2012    |
| 42   | Lee Clark                                  | juin 2012-oct. 2014    |
| 43   | Richard Beale & Malcolm Crosby (intérim)   | oct. 2014              |
| 44   | Gary Rowett                                | oct. 2014-déc. 2016    |
| 45   | Gianfranco Zola                            | déc. 2016-avril 2017   |
| 46   | Harry Redknapp                             | avril 2017-sept. 2017  |
| 47   | Lee Carsley (intérim)                      | sept. 2017             |
| 48   | Steve Cotterill                            | sept. 2017-mars 2018   |
| 49   | Garry Monk                                 | mars 2018-juin 2019    |
| 50   | Pep Clotet                                 | juin 2019-juillet 2020 |
| 51   | Aitor Karanka                              | juillet 2020-          |

### Effectif actuel
le 10 août 2025
| N° | Nat.                       | Poste | Nom du joueur                                   |
| -- | -------------------------- | ----- | ----------------------------------------------- |
| 2  | Drapeau de l'Angleterre    | D     | Ethan Laird                                     |
| 3  | Drapeau de l'Angleterre    | D     | Lee Buchanan                                    |
| 4  | Drapeau de l'Autriche      | D     | Christoph Klarer                                |
| 5  | Drapeau de l'Allemagne     | D     | Phil Neumann                                    |
| 6  | Drapeau de la Pologne      | M     | Krystian Bielik ()                              |
| 7  | Drapeau de l'Angleterre    | M     | Tommy Doyle (prêté par Wolverhampton Wanderers) |
| 8  | Drapeau de la Corée du Sud | M     | Paik Seung-ho                                   |
| 9  | Drapeau du Japon           | A     | Kyogo Furuhashi                                 |
| 10 | Drapeau de la Jamaïque     | M     | Demarai Gray                                    |
| 11 | Drapeau de l'Écosse        | M     | Scott Wright                                    |
| 12 | Drapeau de l'Écosse        | M     | Marc Leonard                                    |
| 14 | Drapeau de l'Angleterre    | M     | Keshi Anderson                                  |
| 15 | Drapeau de l'Angleterre    | M     | Alfie Chang                                     |
| 17 | Drapeau de l'Écosse        | A     | Lyndon Dykes                                    |
| 18 | Drapeau de l'Islande       | M     | Willum Þór Willumsson                           |

| No. | Nat.                    | Position | Nom du joueur                                   |
| --- | ----------------------- | -------- | ----------------------------------------------- |
| 19  | Drapeau de l'Angleterre | M        | Taylor Gardner-Hickman                          |
| 20  | Drapeau de l'Angleterre | D        | Alex Cochrane                                   |
| 21  | Drapeau de l'Angleterre | G        | Ryan Allsop                                     |
| 23  | Drapeau de l'Islande    | D        | Alfons Sampsted                                 |
| 24  | Drapeau du Japon        | M        | Tomoki Iwata                                    |
| 25  | Drapeau de l'Angleterre | G        | James Beadle (prêté par Brighton & Hove Albion) |
| 26  | Drapeau du Nigeria      | D        | Bright Osayi-Samuel                             |
| 27  | Drapeau du Japon        | M        | Kanya Fujimoto                                  |
| 28  | Drapeau de l'Angleterre | A        | Jay Stansfield                                  |
| 33  | Drapeau de l'Allemagne  | A        | Marvin Ducksch                                  |
| 35  | Drapeau de l'Angleterre | M        | George Hall                                     |
| 41  | Drapeau de l'Irlande    | D        | Eiran Cashin (prêté par Brighton & Hove Albion) |
| 43  | Drapeau de l'Algérie    | A        | Zaid Betteka                                    |
| 48  | Drapeau de l'Angleterre | G        | Brad Mayo                                       |

#### Joueurs prêtés
| N° | Nat.                                                  | Poste | Nom du joueur                                                 |
| -- | ----------------------------------------------------- | ----- | ------------------------------------------------------------- |
| –  | Drapeau de la Suède                                   | M     | Emil Hansson (prêté à Blackpool until 30 June 2026)           |
| —  | Drapeau de l'Irlande du Nord (drapeau du Royaume-Uni) | G     | Bailey Peacock-Farrell (prêté à Blackpool until 30 June 2026) |
| –  | Drapeau de l'Angleterre                               | D     | Dion Sanderson (prêté à Derby County until 30 June 2026)      |

### Joueurs emblématiques
- Stan Lazaridis
- Gil Merrick
- Joe Bradford
- Lee Bradbury
- Jamie Clapham
- Ken Green
- Johnny Gordon
- Mick Harford
- Jeff Kenna
- Trevor Smith
- Steve Vickers
- Tony Coton
- Julian Gray
- Jamie Pollock
- Johnny Schofield
- Jude Bellingham
- Roy McDonough
- Marco Gabbiadini
- Isaiah Rankin
- Christophe Dugarry
- Michael Johnson
- Damien Johnson
- Jim Herriot
- David Rennie
- Nikola Žigić
- Sebastian Larsson
- Mehdi Nafti
- Radhi Jaïdi

### Numéro retiré
En reconnaissance à la contribution de Jude Bellingham durant sa seule saison au club - plus jeune titulaire d'un match au club, à 16 ans et 38 jours, plus jeune buteur de l'histoire du club, et transfert le plus cher de Birmingham - le club a retiré son numéro 22 « pour se souvenir de l'un des nôtres et inspirer les autres.»